# إرفين فيلسزيك
إرفين فيلسزيك (بالبولندية: Erwin Wilczek)‏ هو لاعب كرة قدم ومدرب كرة قدم بولندي في مركز الهجوم، ولد في 20 نوفمبر 1940 في رودا شلاسكا في بولندا، وتوفي في 30 نوفمبر 2021 في Aulnoy-lez-Valenciennes ‏ في فرنسا. شارك مع منتخب بولندا لكرة القدم. أما مع النوادي، فقد لعب مع غورنيك زابجه ونادي فالينسيان.

## وصلات خارجية
- إرفين فيلسزيك على موقع قاعدة بيانات كرة القدم.إي يو (الإنجليزية)
- إرفين فيلسزيك على موقع ناشيونال فوتبول تيمز (الإنجليزية)
- إرفين فيلسزيك على موقع عالم كرة القدم.نت (الإنجليزية)